# Astrofillite
L'astrofillite (simbolo IMA: Ast) è un minerale appartenente al supergruppo omonimo; è piuttosto raro e appartiene anche alla classe dei minerali "silicati e germanati" con la composizione chimica idealizzata K2NaFe2+7Ti2Si8O26(OH)4F.
Tuttavia, il ferro contenuto nella formula è spesso sostituito da piccole quantità di manganese nell'astrofillite naturale. Inoltre, l'astrofillite appartiene strutturalmente agli inosilicati con gli anioni aggiuntivi ossigeno, fluoro e idrossidi, che corrisponde alla formula strutturale cristallo-chimica sviluppata da Strunz nella forma K2Na(Fe2+,Mn2+)7Ti2[O2|F|(OH)4|Si8O24].

## Etimologia e storia
L'astrofillite è stata scoperta per la prima volta sull'isola di Låven nella provincia norvegese di Vestfold, situata nel Langesundsfjord. Il minerale fu descritto nel 1854 da Theodor Scheerer (1813-1875), che lo chiamò così in onore dell'antico greco ἄστρον ástron, in italiano "stella", e φύλλον phýllon, in italiano "foglia", a causa della sua formazione e sfaldatura di cristalli frondosi, nonché delle sue cospicui forme di aggregati a forma di stella.
Il materiale tipo del minerale è conservato nella Collezione Mineralogica dell'Università di Freiberg (registro nº 26246).

## Classificazione
Nell'obsoleta ma ancora in uso 8ª edizione della sistematica minerale secondo Strunz, l'astrofillite apparteneva al dipartimento delle "Strutture di transizione tra catena e fillosilicati", dove ha dato il nome alla "serie dell'astrofillite" con il sistema nº VIII/G.12 e dove è elencata insieme agli altri membri idroastrofillite, kupletskite, kupletskite-(Cs), lobanovite, nalivkinite, niobokupletskite, niobophyllite e zircophyllite.
La 9ª edizione della Sistematica minerale di Strunz, in vigore dal 2001 e utilizzata dall'Associazione Mineralogica Internazionale (IMA), classifica l'astrofillite nel dipartimento degli inosilicati". Questo è ulteriormente suddiviso in base al tipo di formazione della catena, in modo che il minerale possa essere trovato nella suddivisione "Inosilicati con catene singole di periodo 2 ramificate; Si2O6 + 2SiO3 Si4O12" in base alla sua struttura, dove forma il sistema nº 9.DC.05 con gli altri membri idroastrofillite, nalivkinite, cupletskite, cupletskite-(Cs), lobanovite, niobocupletskite, niobophyllite e zircophyllite.
Tale classificazione è mantenuta anche nell'edizione successiva, proseguita dal database "mindat.org" e chiamata anche Classificazione Strunz-mindat.
Anche la sistematica dei minerali Dana, che viene utilizzata principalmente nel mondo anglosassone, classifica l'astrofillite nella classe dei "silicati e germanati", ma anche nella già più finemente suddivisa divisione dei "silicati a catena: catene con rami laterali o anse". Qui forma il sistema nº 69.01.01 all'interno della sottosezione "Silicati a catena: catene con rami laterali o anelli con (P=2, e N=4, 2 rami laterali)".

## Abito cristallino
L'astrofillite cristallizza nel sistema triclino nel gruppo spaziale A1 (gruppo nº 2, posizione 2) con i parametri reticolari a = 5,36 Å, b = 11,76 Å, c = 21,08 Å, α = 85,1°, β = 90,0° e γ = 103,2°, oltre a 2 unità di formula per cella unitaria.

## Proprietà
Il minerale è fortemente pleocroico, cioè a seconda della direzione da cui la luce penetra nel cristallo, viene assorbito in misura variabile e, nel caso dell'astrofillite, porta a un cambiamento di colore in rosso-arancio scuro lungo l'asse {\displaystyle x}, giallo-arancio lungo l'asse {\displaystyle y} e giallo limone lungo l'asse {\displaystyle z}.

## Origine e giacitura
L'astrofillite si forma in rocce intrusive basiche come la sienite nefelina e i graniti alcalini e le loro pegmatiti. Oltre alla nefelina, albite, egirina, arfvedsonite, biotite, djerfisherite, delhayelite, eudialite, catapleiite, la cupletskite, leucophanite, natrolite, nefelina, rasvumite e zircone sono presenti come minerali di accompagnamento.
Essendo una formazione minerale piuttosto rara, l'astrofillite può essere abbondante in vari siti, ma nel complesso non è molto comune. Finora (a partire dal 2017), circa 190 siti sono considerati noti. Oltre alla sua località tipo Låven, il minerale si trovava in diversi luoghi del Langesundsfjorden, come Årø (Arøya), Kjeøya, Stokkøya e la penisola di Vesterøya nel Sandefjord, così come vicino a Barkevik e Tvedalen nella contea di Vestfold, e in alcuni luoghi nelle contee di Buskerud e Telemark.
I più grandi cristalli di astrophyellite e aggregati radiali fino a 10 centimetri di diametro conosciuti fino ad oggi sono stati trovati a Eweslogchorr nei Monti Chibiny nella penisola di Kola (Russia). Astrofilliti simili sono noti anche da St Peters Dome a circa otto miglia (≈ 13 km) a sud-ovest di Colorado Springs nella contea di El Paso, in Colorado.
Altri ritrovamenti sono stati fatti in diverse parti del mondo.

## Forma in cui si presenta in natura
L'astrofillite sviluppa cristalli da fogliosi ad aghiformi, che sono prevalentemente disposti sotto forma di aggregati minerali radiali a forma di stella. Occasionalmente si la trova anche nel quarzo. Il minerale è generalmente opaco e traslucido solo in strati sottili. Il colore dei cristalli, che fanno brillare la superficie con lucentezza metallica, di solito varia tra il giallo bronzo e il giallo dorato, ma può anche essere marrone o marrone rossastro.